# Plato (Minnesota)
Plato è un comune degli Stati Uniti d'America, situato nello Stato del Minnesota, nella Contea di McLeod.